# Травино (Псковская область)
Травино — деревня в Порховском районе Псковской области. Входит в состав сельского поселения «Славковская волость».
Расположена на юге района, на западном берегу Лучно, восточнее деревни Махновка.

## Население
Численность населения деревни на 2000 год составляла 69 жителей.

## История
До 3 июня 2010 года деревня входила в состав ныне упразднённой Митрофановской волости с центром в д. Тинеи.

## Люди связанные с селом
- Балдычёва, Нина Викторовна (1947—2019) — советская лыжница, чемпионка зимних Олимпийских игр в Инсбруке (1976), заслуженный мастер спорта СССР (1970).